# Man man man, de podcast
Man man man, de podcast is een podcast gemaakt door Bas Louissen, Chris Bergström en Domien Verschuuren.
De podcast startte in 2018. Het motief in deze podcast was oorspronkelijk de vraag: "Hoe mannelijk zijn wij nou eigenlijk zelf?" Elke podcastaflevering had een bepaald thema, zoals 'Vriendschap' (seizoen 1, aflevering 2). De mannen wisselen elke aflevering om wie de host is van de podcast. Aan de hand van stellingen die de drie mannen gedurende week samen verzamelden kwamen er verhalen, anekdotes en grappen los. De heren vertelden niet alleen over hun eigen ervaringen maar schromen niet om ook buiten hen drie op zoek te gaan naar wat het nou betekent om een 'echte' man te zijn. In 2021 werd aangekondigd dat de podcast in dit format zou stoppen tijdens de aflevering met als thema 'De laatste' (seizoen 7, aflevering 10).
In april 2022 startte de podcast in zijn nieuwe format: het bespreken van hun eigen leven en ervaringen die week. Vanaf dat moment wordt de podcast uitgebracht bij Podimo. Ook werd overgegaan op jaargangen in plaats van seizoenen en werd gestart bij jaargang 4.
Man man man de podcast heeft meerdere prijzen gewonnen:
- Dutch Podcast Award in de categorie ‘Lifestyle, Maatschappij & Gezondheid’ 2019[4]
- Online Radio Award voor Beste Podcast[5]
- Marconi Online Award
- Gouden Podcast Award[6]

Man man man de podcast heeft, in samenwerking, diverse producten op de markt gebracht, zoals een boek en een theatervoorstelling.